# Червень 2006
Червень 2006 — шостий місяць 2006 року, що розпочався у четвер 1 червня та закінчився у п'ятницю 30 червня.

## Події
- 2-3 червня — парламентські вибори в Чехії.
- 3 червня — проголошення незалежності Чорногорії від Державного Союзу Сербії і Чорногорії.
- 4 червня — парламентські вибори в Сан-Марино.
- 5 червня — проголошення незалежності Сербії від Державного Союзу Сербії і Чорногорії.
- 6 червня — дата, поєднання цифр якої (6.6.06) можна представити у вигляді числа звіра (666), що викликало серію публікацій у пресі по всьому світу. У цей же день на великі екрани вийшов ремейк фільму «Омен».
- 9 червня — відкриття чемпіонату світу з футболу в Німеччині.
- 17 червня — парламентські вибори в Словаччині.